# (23190) Klages-Mundt
(23190) Klages-Mundt est un astéroïde de la ceinture principale d'astéroïdes.

## Description
(23190) Klages-Mundt est un astéroïde de la ceinture principale d'astéroïdes. Il fut découvert le 24 août 2000 à Socorro (Nouveau-Mexique) par le projet LINEAR. Il présente une orbite caractérisée par un demi-grand axe de 2,52 UA, une excentricité de 0,14 et une inclinaison de 4,1° par rapport à l'écliptique.

## Compléments